# Lac à la Catin
Pour les articles homonymes, voir Catin.
Le lac à la Catin est un plan d'eau douce dans le bassin versant de la rivière à la Catin et de la rivière Saint-Jean. Ce plan d’eau est situé dans la municipalité de L'Anse-Saint-Jean, dans la MRC du Fjord-du-Saguenay, dans la région administrative de la Saguenay–Lac-Saint-Jean, dans la province de Québec, au Canada.
Quelques routes forestières secondaires dont la R0361 (côté sud du lac) permettent l’accès au bassin versant du lac à la Catin ; ces routes se relient à route 381 (sens nord-sud) qui longe la rivière Ha! Ha!. Ces routes permettent les activités de foresterie et les activités récréotouristiques.
La foresterie constitue la principale activité économique du secteur ; les activités récréotouristiques, en second.
La surface du lac à la Catin est habituellement gelée du début de décembre à la fin mars, toutefois la circulation sécuritaire sur la glace se fait généralement de la mi-décembre à la mi-mars.

## Géographie
L’embouchure du lac à la Catin est situé à environ 4,8 km au nord de la limite des régions administratives de Saguenay–Lac-Saint-Jean et de la Capitale-Nationale. Les principaux bassins versants voisins du lac à la Catin sont :
- côté nord : rivière à la Catin, Bras à Pierre, rivière Saint-Jean, rivière Éternité, rivière Saguenay ;
- côté est : lac de la Hauteur, lac Poulin, lac à Papa, lac Huard, lac Bazile ;
- côté sud : ruisseau Épinglette, lac Ouskyatou, lac Scott, ruisseau Scott, rivière Malbaie ;
- côté ouest : ruisseau Épinglette, lac des Hauteurs, rivière Cami, lac Desprez, rivière Ha! Ha!.

Le lac à la Catin comporte une longueur de 2,8 km en forme d’étoile de concombre, une largeur maximale de 0,4 km, une altitude est de 597 m et une superficie de km2. Sa forme est brisée par deux presqu’îles dont l’une est rattachée à la rive nord et l’autre est rattachée à la rive ouest (partie sud du lac). Son embouchure est située au nord-ouest, à :
- 3,8 km à l’ouest d’une baie du lac des Hauteurs ;
- 3,9 km au sud-ouest du lac Poulin ;
- 4,0 km au nord-ouest du lac Épinglette ;
- 9,6 km au nord du cours de la rivière Malbaie ;
- 13,8 km au sud-est de la confluence du rivière à la Catin et de la rivière Saint-Jean ;
- 29,0 km au sud-ouest de la confluence de la rivière Saint-Jean et de la rivière Saguenay ;
- 62,3 km au sud-est du centre-ville de Saguenay.

À partir de la confluence du lac à la Catin, le courant suit le cours de :
- la rivière à la Catin sur 22,3 km vers le Nord ;
- la rivière Cami sur 1,0 km vers le Nord ;
- la rivière Saint-Jean sur 37,7 km généralement vers le nord-est ;
- L'Anse-Saint-Jean sur 2,9 km vers le nord ;
- la rivière Saguenay sur 42,8 km vers l’est jusqu’à Tadoussac où il conflue avec l’estuaire du Saint-Laurent.

## Toponymie
Le toponyme « lac à la Catin » a été officialisé le 5 décembre 1968 par la Commission de toponymie du Québec.